# Bauhinia anomala
Bauhinia anomala är en ärtväxtart som beskrevs av Emil Hassler. Bauhinia anomala ingår i släktet Bauhinia och familjen ärtväxter. Inga underarter finns listade i Catalogue of Life.